# Tollense
De Tollense is een Duitse rivier in Mecklenburg-Voor-Pommeren. Ze ontspringt bij het kleine meer Mürtzsee in Blumenhagen. De bovenloop vloeit door het meer Lieps en als "Liepskanal" naar het Tollense meer. Zij mondt bij Demmin uit in de Peene.
De volgende steden en gemeenten liggen langs de loop van de rivier: Neubrandenburg , Neddemin, Altentreptow, Burow, Breest, Golchen, Alt Tellin, Siedenbrünzow en Demmin.

## Geschiedenis
Ten noorden van Altentreptow worden sinds 1996 door archeologen van de Ernst-Moritz-Arndt-Universiteit menselijke beenderen uit de Bronstijd opgegraven. Veel skeletten vertonen schedelverwondingen en restanten van pijlpunten. Een stammenoorlog is onwaarschijnlijk omdat het gebied zeer dunbevolkt was. Strontiumanalyse wijst uit, dat de meeste slachtoffers uit Zuid--Duitsland en Midden-Europa kwamen, zodat gedacht wordt aan een handelskaravaan die is overvallen. Aan de overkant van de Tollense zijn de restanten gevonden van een weg door het moeras, en waarschijnlijk is er ter plaatse een brug over de rivier geweest.
- Library of Congress Control Number: sh2016001218
- Nationale Bibliotheek van Israël: 987007396587205171
- Virtual International Authority File: 237075496